# Mistrzostwa Świata w Kolarstwie Torowym 1988
85. Mistrzostwa Świata w Kolarstwie Torowym 1988 odbyły się w belgijskiej Gandawie w dniach 21-25 sierpnia 1988 roku. W tym samym roku odbywały się także igrzyska olimpijskie w Seulu, więc w programie mistrzostw znalazły się tylko konkurencje nieolimpijskie: sprint i wyścig punktowy dla kobiet, a dla mężczyzn: sprint zawodowców, wyścig na dochodzenie zawodowców, wyścig ze startu zatrzymanego zarówno dla zawodowców jak i amatorów, keirin, wyścig tandemów, wyścig punktowy zawodowców oraz derny.

## Medaliści

### Kobiety
| Konkurencja                         | Złoto         | Srebro       | Brąz             |
| ----------------------------------- | ------------- | ------------ | ---------------- |
| 3000 m indywidualnie na dochodzenie | Jeannie Longo | Barbara Ganz | Mindee Mayfield  |
| wyścig punktowy                     | Sally Hodge   | Barbara Ganz | Monique de Bruin |

### Mężczyźni
| Konkurencja                              | Złoto                                    | Srebro                                  | Brąz                                         |
| ---------------------------------------- | ---------------------------------------- | --------------------------------------- | -------------------------------------------- |
| wyścig punktowy zawodowców               | Daniel Wyder                             | Adriano Baffi                           | Michael Markussen                            |
| wyścig ze startu zatrzymanego zawodowców | Danny Clark                              | Constant Tourné                         | Walter Brugna                                |
| wyścig ze startu zatrzymanego amatorów   | DSQ                                      | Roland Königshofer                      | DSQ                                          |
| indywidualnie na dochodzenie zawodowców  | Lech Piasecki                            | Anthony Doyle                           | Jesper Worre                                 |
| keirin                                   | Claudio Golinelli                        | Ottavio Dazzan                          | Michel Vaarten                               |
| tandemy                                  | Francja · Fabrice Colas · Frédéric Magné | RFN · Hans-Jürgen Greil · Uwe Butchmann | Czechosłowacja · Jiří Iliek · Lubomír Hargaš |
| sprint indywidualny zawodowców           | Stephen Pate                             | DSQ                                     | Nobuyuki Tawara                              |
| Derny                                    | Danny Clark                              | DSQ                                     | Walter Brugna                                |

## Klasyfikacja medalowa
| Miejsce | Państwo           |   |   |   | Razem |
| ------- | ----------------- | - | - | - | ----- |
| 1.      | Australia         | 3 | 0 | 0 | 3     |
| 2.      | Francja           | 2 | 0 | 0 | 2     |
| 3.      | Włochy            | 1 | 2 | 2 | 5     |
| 4.      | Szwajcaria        | 1 | 2 | 0 | 3     |
| 5.      | Wielka Brytania   | 1 | 1 | 0 | 2     |
| 6.      | Polska            | 1 | 0 | 0 | 1     |
| 7.      | Belgia            | 0 | 1 | 1 | 2     |
| 8.      | Austria           | 0 | 1 | 0 | 1     |
|         | RFN               | 0 | 1 | 0 | 1     |
| 10.     | Dania             | 0 | 0 | 2 | 2     |
| 11.     | Czechosłowacja    | 0 | 0 | 1 | 1     |
|         | Holandia          | 0 | 0 | 1 | 1     |
|         | Japonia           | 0 | 0 | 1 | 1     |
|         | Stany Zjednoczone | 0 | 0 | 1 | 1     |